# Wojnowo (województwo lubuskie)
Wojnowo (niem. Woynowo, 1934-45 Reckenwalde) – wieś w Polsce położona w województwie lubuskim, w powiecie zielonogórskim, w gminie Kargowa.

## Historia
W 1623 Wojnowo stało się własnością cystersów z Obry, którzy na wieś wymienili znajdujący się w ich posiadaniu Ruchocki Młyn. Podczas kasacji (sekularyzacji) klasztoru w Obrze w 1796 roku Wojnowo oraz Stare i  Nowe Kramsko zostały podarowane Unruhowi. Opat z przejętego przez władze pruskie klasztoru zamieszkał w Wojnowie.
W okresie Wielkiego Księstwa Poznańskiego (1815-1848) miejscowość wzmiankowana jako Wojnowo należała do wsi większych w ówczesnym powiecie babimojskim rejencji poznańskiej. Wojnowo należało do babimojskiego okręgu policyjnego tego powiatu i stanowiło odrębny majątek Wojnowo, który należał do miasta Celichów (Sulechów). Według spisu urzędowego z 1837 roku Wojnowo liczyło 118 mieszkańców, którzy zamieszkiwali 17 dymów (domostw). Wzmiankowana była również karczma Wojnowo, gdzie mieszkało w 1837 roku 6 osób.
W latach 1975–1998 miejscowość należała administracyjnie do województwa zielonogórskiego.

## Zabytki
Do wojewódzkiego rejestru zabytków wpisany jest:
- zespół pałacowy i folwarczny, z połowy XIX wieku:
  - pałac neobarokowy z początku XX wieku
  - park
  - gorzelnia
  - spichrz
  - budynek gospodarczy, drewniany
  - spichlerz, obecnie rzymskokatolicka kaplica pod wezwaniem MB Częstochowskiej, drewniany.

## Znane osoby związane z miejscowością
- Bernhard (książę holenderski) – niemiecki arystokrata, mąż królowej Holandii Juliany, ojciec królowej Beatrycze.